# Tony Frank
Tony Frank, pseudonyme de Jean Laulhé,  né le 10 avril 1945 au Pays basque, est un photographe français.

## Biographie
Après des études au lycée Voltaire à Paris puis dans une école privée de photographie, sa carrière débute au tout début des années 1960 et est toujours active.
Un des piliers de Salut les copains, de Hit magazine des années  1960 à 1980, il travaille ensuite pour Agence Sygma, (Corbis), et pour de nombreux magazines et compagnies phonographiques.
Photographe attitré de Johnny Hallyday pendant plus de 40 ans, de Serge Gainsbourg et de Michel Polnareff, il peut être également considéré comme le photographe des stars de ces 40 dernières années, parmi lesquelles Eddy Mitchell, Nathalie Baye, Bob Dylan, Véronique Sanson, Laurent Voulzy, Alain Souchon, et nombreux chanteurs et groupes anglosaxons (The Who, etc).
Il est à l'origine de la photographie de Michel Polnareff qui a fait scandale en 1972 où celui-ci apparaît de dos, les fesses nues, sur fond rouge et dont l'affiche a été collée sur tous les murs de Paris et également de la photo de l'album Melody Nelson de Serge Gainsbourg.

## Distinctions
- Chevalier de l'ordre des Arts et des Lettres (2013)

## Publications
- Le temps des copains, photographies de Tony Frank, SCALI, 2006
- Serge Gainsbourg, Le Seuil, 2009
- Johnny Hallyday, Le Seuil, 2010
- Gainsbourg 5 bis, rue de Verneuil, EPA, 2017